# Johann der Jüngere von Rabstein
Johann d. J. von Rabstein (auch Johann[es] von Rabenstein; tschechisch Jan z Rabštejna; lateinisch Ioannis Rabensteinensis; * 1437; † 18. November 1473 in Ofen) war ein böhmischer Adliger und Humanist. Ab 1453 war er Propst des Kollegiatstifts Vyšehrad und ab 1457 Burggraf von Vyšehrad. Zudem wurde er vom böhmischen König Georg von Podiebrad und dem ungarischen König Matthias Corvinus mit diplomatischen Missionen betraut.

## Leben
Johann d. J. von Rabstein entstammte dem böhmischen Rittergeschlecht der Pflug von Rabstein. Seine Eltern waren Johann II. von Rabstein († vor 1450), der in Diensten des Königs Sigismund stand, und Juliane, eine Tochter des Tobias von Waldau auf Waldthurn. Er hatte noch den gleichnamigen Bruder Johann d. Ä. († 1457) sowie den ebenfalls älteren Bruder Prokop von Rabstein.
Johann d. J. wurde von seinen Eltern für den geistlichen Beruf bestimmt. Es ist nicht bekannt, wann er zum Priester geweiht wurde. 1447 ist er als Propst des Kollegiatstifts in Leitmeritz belegt und 1453 wurde er Propst des Kollegiatstifts Vyšehrad. 1454 begann er mit dem Studium des Kanonischen Rechts an der Universität Bologna. Nachdem sein Bruder Johann d. Ä. von Rabstein, der das Amt des Burggrafen auf dem Vyšehrad bekleidete, 1457 an der Pest verstarb, kehrte Johann d. J. aus Italien nach Böhmen zurück und folgte ihm in dieser Position nach.
Im Auftrag des 1458 gewählten Königs Georg von Podiebrad übernahm er 1459 eine Gesandtschaft nach Rom zum neu gewählten Papst Pius II., den er über seinen Bruder Prokop persönlich kannte. 1461 promovierte er vermutlich an der Universität Pavia zum Doctor decretorum. 1462 wurde er zum päpstlichen Protonotar ernannt und hielt sich im selben Jahr in Rom auf, wo er im Konflikt zwischen König Georg und der Kurie vermitteln sollte. Da er mit diesem Auftrag nicht erfolgreich war und zudem in einen persönlichen Konflikt aus seiner Stellung als königlicher Beamter und als Priester der katholischen Kirche geriet, zog er sich aus dem öffentlichen Leben zurück. Zwischen 1464 und 1467 hielt er sich wiederholt privat in Pavia auf. Danach kehrte er endgültig nach Böhmen zurück, wo er sich auf dem Gut des Vyšehrader Kollegiatstifts in Prachatitz aufhielt. Obwohl er 1466 die vom Papst verhängte Exkommunikation Georgs von Podiebrad kritisierte, blieb er weiterhin dem Papst gegenüber gehorsam. Etwa ab 1468 stand er auf Seiten des ungarischen Königs Matthias Corvinus, der die katholische Seite in Böhmen stärken sollte.
Zur Begründung seiner Haltung verfasste er 1469 in Prachatitz den lateinischen „Dialogus“, der zu den ersten Werken des Humanismus in Böhmen gehört. In dem Werk geht es um ein fiktives Gespräch zwischen ihm und drei weiteren böhmischen Adeligen mit unterschiedlichen politischen und religiösen Ansichten. In diesem Dialog verteidigt er König Georg von Podiebrad in dessen Konflikt mit der katholischen Adelsopposition im Jahre 1467. Zugleich stellt er das vom katholischen Klerus vertretene Glaubensdogma unter das Prinzip der Menschlichkeit und des Gemeinwohls. Obwohl die Schrift zunächst nur wenigen Gebildeten zugänglich war, beeinflusste sie nachhaltig den späteren böhmischen Humanismus.
Auch nach dem Tod Georgs von Podiebrad 1471 unterstützte Johann d. J. von Rabenstein weiterhin den böhmischen Gegenkönig Matthias Corvinus. Als dessen Vertreter nahm er 1472 an der offiziellen Eröffnung der Universität Ingolstadt teil. Ein Jahr später wurde er von ihm mit einer diplomatischen Mission nach Polen entsandt, wo er in Gefangenschaft geriet. Nach der Freilassung starb er am 18. November 1473 in Ofen. Seine umfangreiche Prachatitzer Bibliothek gelangte kurze Zeit später an das Stift Schlägl im Mühlviertel.

## Werke
- Dialogus sive Disputatio Varonuni Bohemiae, Zdenkonis de Sternberg, Wilhelmi de Rabie, Johannes de Schwanberg et Johannis Rabensteinii de bello contra regem Georgium 1467 moto „Cum ex urbe“
- Wunderbarlich und warhafftig gesicht/ so newlich gesehen/ das one zweiffel kunfftige schreckliche ding bedeutet. Wittenberg, 1534.